# ناحیه تسیگاند
ناحیهٔ تسیگاند (به مجاری: Cigándi járás) یک ناحیه در مجارستان است که در بورشود-آبااوی-زمپلن واقع شده‌است. ناحیهٔ تسیگاند ۳۸۹٫۹۹ کیلومتر مربع مساحت و ۱۶٬۰۴۲ نفر جمعیت دارد.